# Епігенетичний ландшафт

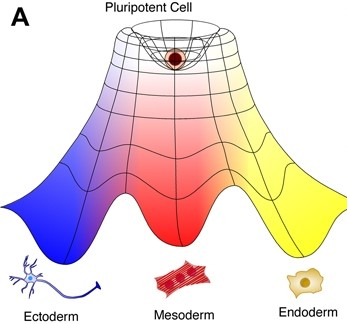
Епігенетичний ландшафт в застосуванні до диференціації плюрипотентної клітини. Нагорі — плюрипотентна клітина, внизу — диференційовані клітини різних типів.

Термін «епігенетичний ландшафт» був запропонований Конрадом Воддінгтоном у 1957 році як «галузь біології, яка вивчає причинні взаємодії між генами та їх продуктами, які й призводять до виникнення фенотипу». Він описував процес диференціації клітини, як скоріше керований змінами в «епігенетичному ландшафті», ніж змінами в спадковості. У цьому контексті епігенетика визначається як «вивчення будь-яких потенційно стабільних і, в ідеалі, успадкованих змін експресії генів або клітинного фенотипу, які з'являються без змін в парах основ ДНК»
«Епігенетичний ландшафт» був ранньою спробою пояснити появу варіантів розвитку в результаті внутрішніх обмежень (регуляторних взаємодій), сформованих в ході еволюції. Завдяки великій кількості молекулярно-генетичних і геномних досліджень, тепер можна описувати існування генних регуляторних мереж, ґрунтуючись на експериментальних даних. Паралельно з розвитком генетичних досліджень, сформувалися підходи до математичного моделювання, засновані на концепції теорії катастроф Тома, яка може бути корисним інструментом для розуміння й прогнозування виборів долю клітини у моделях. Щоб підкреслити відмінність між класичною метафоричною пропозицією Воддінгтона та сучасним розумінням, дослідники ввели термін «епігенетичний ландшафт атракторів»: пропозицію, яку формально оформлено в контексті генетичних мереж і теорії динамічних систем.
Термінологічно «епігенетичний ландшафт» — це збірне поняття. У його описі особливого успіху досягли математики, що працюють у галузі теорії катастроф і фракталів, а також філософи й біологи, що вивчають регулювання експресії генів. «Епігенетичний ландшафт» як термін також використовується дослідниками спортивної медицини, моделюванні рідкісних хвороб, незвичайності організації хроматину плодових мушок, розвитку серцево-судинних хвороб, шизофренії, численних онкологічних процесів, алкоголізму, в дослідженнях взаємодій у еволюції прокаріотів і еукаріотів.

## У біології стовбурових клітин
Показовим випадком синтетичних досліджень слугує вивчення диференціювання стовбурових кровотворних клітин в контексті «епігенетичного ландшафту» й ентропії. На думку авторів дослідження 2018 року, ідея потенційного епігенетичного ландшафту диференціації передбачає, що під час диференціювання стовбурові клітини наближаються до стабільного стану рівноваги від більш високої вільної енергії до стійкого стану рівноваги, який описує кінцевий тип диференційованих клітин. Передбачалося, що існує аналогія з поняттям ентропії в статистичній механіці. У цьому контексті в недиференційованому стані ентропія буде великою, оскільки існує менше обмежень на програми експресії генів клітини. У ході розгортання програми диференціювання, експресія генів стає все більш і більш обмеженою і отже, ентропія повинна зменшитися. Щоб оцінити ці прогнози, була обчислена ентропія Шеннона для даних по експресії гена в окремих клітинах, взятих на різних часових відмітках у двох різних експериментальних установках. де відбувалося диференціювання клітин гематопоетичної лінії. Виявилося, що поведінка ентропії в цьому випадку суперечить передбаченими оцінкам, зокрема в тому, що ентропія Шеннона не знижується по ходу розвитку клітини, але натомість вона зростає до моменту детермінації, а потім знову зменшується. Така поведінка узгоджується зі збільшенням порушень експресії генів, які спостерігаються в популяціях, відібраних на момент здійснення події. Поодинокі клітини в цих популяціях демонструють різні комбінації активності регуляторних можливостей, які припускають наявність безліч конфігурацій потенційної мережі диференціювання в результаті безлічі точок входу в початковий стан.
Як показують дослідження долі одиночних гемопоетичних стовбурових клітин, гематопоез включає клітинне диференціювання мультипотентних клітин в прогресивно більш обмежені лінії. При вивченні «ландшафту» доступності хроматину, хроматин був вивчений у всіх відібраних популяціях. Регуляторні варіації окремих клітин були приховані в складній системі генетичних мереж. Були зібрані профілі доступності хроматину в поодиноких клітинах з 10 популяцій імунофенотипових гематопоетичних клітин людини і сконструйовані ландшафти доступності хроматину лінії гематопоезу людини для опису траєкторій диференціювання. Виявили варіації, які узгоджуються зі схильністю клітин до різних гілок розвитку мультипотентних типів. Спостерігалася гетерогенність траєкторій диференціювання серед загальних мієлоїдних попередників і гранулоцитарно-макрофагальних попередників. Крім того, дані секвенування РНК з одиночних клітин (scRNA-seq) були порівняні, щоб визначити події, які відбуваються під час дії факторів транскрипції, що призводить до змін доступності хроматину (тобто вплив на регуляторні елементи для цільових генів корелює з доступністю регуляторних елементів). Автори цього дослідження виявили значну адаптивність генетичних мереж, яка реалізується в ході розвитку, спрямовуючи клітини до диференціювання в ті чи інші лінії, відповідно до їхнього оточення, що в цілому підтверджує ідею «епігенетичного ландшафту».

### Ембріональні та індуковані стовбурові клітини
Прикладом вивчення епігенетичного ландшафту є дослідження справжніх стовбурових клітин. Ембріональні стовбурові (ES) клітини, які розвиваються з внутрішньої ембріональної клітинної маси під час стадії передімплантації, можуть проліферувати необмежено довго, зберігаючи свій фенотип і диференціюючись в будь-які типи клітин трьох зародкових листків, що дає їм характеристику, відому як плюрипотентність. Ція здатність до самооновлення й плюрипотентності ES-клітин опосередкована декількома факторами транскрипції: OCT4, SOX2 і NANOG, які високо експресуються в недиференційованих ES-клітинах. Пов'язані з плюрипотентністю фактори транскрипції спільно займають промотори KLF4 та інших генів, які беруть участь в самооновленні. Ці фактори також зв'язуються з промоторами генів-регуляторів детермінації ліній розвитку і клітинного диференціювання. У 2006 році Такахаші та Яманака виявили, що надекспресія чотирьох транскрипційних факторів, Oct3/4, Sox2, Klf4 і c-Myc, може перепрограмувати фібробласти в ES-подібні клітини, які назвали індукованими плюрипотентними стовбуровими клітинами (iPS-клітини). iPS-клітини дуже схожі на ES-клітини за геномними, клітинними й молекулярно-біологічними характеристикам. Примітно, що ті ж чотири фактори, виявлені в мишачій системі, були здатні надавати плюріпотентність клітинам людини. Це вказує на те, що фундаментальна транскрипційна мережа, яка регулює плюріпотентність, зберігається у різних видів. На відміну від ES-клітин, пряме перепрограмування забезпечує зручний і етичний засіб генерування плюрипотентних стовбурових (PS) клітин. Вже за кілька років після відкриття iPS-клітин з'ясувалося, що вони мають неймовірний потенціал для досліджень і терапевтичних застосувань у регенеративній медицині. Цікаво, що iPS-клітини мають дуже подібні генетичні та епігенетичні особливості до ES-клітин. На регуляцію генів впливає не тільки послідовність ДНК, яка несе спадкову інформацію, але також і епігенетичні модифікації, які змінюють ДНК і білки хроматину. Серед епігенетичних модифікацій є модифікації гістонів, метилювання ДНК і перебудова нуклеосом. Оскільки на регуляцію генів впливають епігенетичні модифікації, стовбурові PS-клітини, ES-клітини й iPS-клітини характеризуються унікальними епігенетичними маркерами.
Стовбурові клітини мають здатність до самовідновлення і дають початок одному або декільком типам диференційованих клітин. Ембріональні стовбурові клітини можуть диференціюватися в усі типи клітин організму і володіють необмеженою здатністю до самовідновлення. Соматичні стовбурові клітини виявлені в багатьох тканинах дорослого організму. Вони мають велику, але кінцеву тривалість життя і можуть диференціюватися в більш обмежений діапазон типів клітин. Все більше свідчень вказує на те, що здатність стовбурових клітин до диференціювання багатьох ліній визначається потенціалом експресії регульованих розвитком транскрипційних факторів і генів специфікації клонів. Реальна або потенційна експресія генів у значній мірі контролюється епігенетичними модифікаціями ДНК (метилювання ДНК) і хроматину (такими як пост-трансляційні модифікації гістонів) в регуляторних областях специфічних генів. Епігенетичні модифікації також можуть впливати на час реплікації ДНК. Механізми, за допомогою яких гени стають готові для транскрипції в недиференційованих стовбурових клітинах, виявляються за допомогою картування профілів метилювання ДНК на регульованих диференційованих промоторах і на рівні всього генома, модифікацій гістонів і зв'язування транскрипційних факторів. Епігенетичні мітки на генах, що регулюють розвиток і спеціалізацію клонів у стовбурових клітинах, очевидно, визначають стан плюріпотентності.
Незважаючи на різноманіття ідей, які призводять до використання терміна «епігенетичний ландшафт», технічно, епігенетичні дослідження зосереджені на вивченні ковалентних і нековалентних модифікацій ДНК і гістонових білків і на механізмах, за допомогою яких такі модифікації впливають на загальну структуру хроматину, яка в свою чергу регулює експресію генів. Серед цих модифікацій — ацетилювання гістонів (що змінює основний заряд амінокислотних залишків лізину в білках і їх взаємодію з ДНК), фосфорилювання / дефосфорилювання білків, які модифікують ацетилювання гістонів, гістонові варіанти, метилювання ДНК, SUMO-їлювання гістонів і їх регуляторів та ковалентне модифікування некодуючих РНК, зокрема мікроРНК. Останні представлені короткими некодуючими РНК, які регулюють експресію генів на пост-транскрипційному етапі. Продемонстровано, що епігенетичні механізми, зокрема метилювання ДНК і гістонові модифікації, не тільки регулюють експресію білок-кодуючих генів, але також і мікроРНК. І навпаки: мікроРНК також беруть участь у контролі експресії важливих епігенетичних регуляторів, включно з ДНК-метилтрансферазами, гістондеацетилазами й генами групи «polycomb»